# Японска вишна
Японската вишна (Prunus serrulata), известна още като сакура, японска череша, планинска череша, ориенталска череша или източноазиатска череша, е цъфтящо азиатско дърво от семейство Розови (Rosaceae).

## Етимология
„Сакура“ означава „дърво, на което седи Бог“ и символизира пролетта, живота и красотата.
Според друга хипотеза думата „сакура“ произлиза от „сакуя“ (цъфтеж, цъфтене), което идва от името на принцеса Коно-хана-сакуя-Химе (принцеса на черешовия цъфтеж от японската митология), чийто храм гробница е разположен на върха на планината Фуджи.

## Описание
Плодовете на вишневото дърво не са ядливи, за разлика от останалите разновидности на вишни и череши. В зависимост от района и климата те цъфтят от края на март до средата на май. Периодът на цъфтеж на сакурата е много кратък (десетина дни) и според източната философия напомня за това колко краткотрайна и преходна е красотата.

## Японска култура
- Ханами в замъка Rokujô, Киото, 1855
- Ханами в замъка Химеджи, 2009

Ханами (на японски 花見) в японската култура представлява сезона на цъфтене на японските вишни, съпроводен с традиционен ритуал на наблюдаване и любуване. Традицията е датирана от III век, когато първоначално се практикува в императорския двор и от артистокрацията. Цъфтежът започва през март на юг – в Окинава, продължава през април на север – в Киото и Токио и накрая през май пристига в Хокайдо.
Животът на самураите от феодалните времена бил сравняван с краткотрайните цветчета, които живеели „не повече от три дни“, а самураите били готови да пожертват живота си по всяко време, ако има нужда от това.
Едно от най-известните места за Ханами е в Токио в парка Шиндзюку, в който растат 1500 сакури от 75 вида.

## В България
Дърветата виреят в България без нужда от грижи. В Южния парк на София се намира японска алея с над 100 сакури.

## Галерия
- Ствол
- Листа
- Цветни пъпки на сорт Kanzan
- Цъфтеж
- Цветове на сорта Kanzan
- Prunus serrulata
- Ukon